# Małka polana
Małka polana (bułg. Малка поляна) – wieś w południowo-wschodniej Bułgarii, w obwodzie Burgas, w gminie Ajtos. Według danych Narodowego Instytutu Statystycznego, 31 grudnia 2011 roku wieś liczyła 423 mieszkańców.

## Urodzeni w Małce polanie
- Kosta Stojanow – oficer, rewolucjonista